# 大港口事件
大港口事件（秀姑巒阿美語：Karawrawan a demak no Cepo'），奇密社事件（秀姑巒阿美語：Karawrawan a demak no Kiwit），或稱Cepo'戰役，是在花蓮爆发的一次军事冲突和政治事件，冲突双方是大港口（Cepo'）與奇美（Kiwit）等阿美族（Amis）部落和清政府，是在1877年反抗清政府由「開山撫番」政策而起的軍事侵略，最後遭致清兵誘騙屠殺的事件。

## 概要
事件起因於沈葆楨的「開山撫番」政策，臺灣鎮總兵吳光亮率兵進入東部，欲強行開闢水尾（花蓮縣瑞穗鄉）至大港口（花蓮縣豐濱鄉港口部落）之道路，引發奇密社、納納社、阿棉社的反抗，並在大港口發生衝突。清兵始終無法致勝。
吳光亮改採懷柔政策，設下酒宴，誘騙大港口部落壯年菁英；等到族人都酒酣耳熱、無力反抗之際，就以槍枝射殺族人，造成當時大港口阿美族壯年菁英盡失。消息傳至部落後，族人開始大規模逃難至山區或投靠其他部落。

後傳說花東縱谷的「大人」（主要為大武壠族人）曾協助清軍攻打阿美族，根據大庄大武壠族人的說法，此事原是誤會：大武壠族起初與阿美族間有埋石發誓，不可助清兵攻打大港口，但擔心清兵尋仇，仍協助其運糧、運兵器，卻遭殺紅眼的阿美族人誤砍，而引起兩邊族人後續的誤會衝突：
清兵被殺散之後，阿美族人來到運送糧食、兵器的大庄人面前，他們已經殺人殺到眼睛都紅了，看到大庄人也要砍，有一個大庄人就拔刀抵抗，旁邊的大庄人看到同伴可能會被殺，於是拔刀幫忙一起把那個阿美族人砍死了，其他的阿美族人看到了很生氣，認為大庄人不守約定於是轉而追殺大庄人，大庄的壯丁們只好放下牛和牛車，一路跑回大庄，我們是跑得和鹿一樣快的人，當然很快脫離了戰場，聽說大庄人只花了半天的時間就翻過海岸山脈回到大庄，只是可惜了那些牛和牛車上的糧食，但幸好我們的人沒有傷亡，吃了剩下的糧食才活了下來。
2022年8月，豐濱鄉公所舉行145週年追思活動，正名為Cepo'戰役。

## 外部連結
- 奇美事件
- 阿美族遭逢外來政權的二個歷史事件文／林素珍 - 原住民族文獻會網站（页面存档备份，存于）